# Flughafen Dubbo

i7
i11
i13
Der Flughafen Dubbo (IATA-Code: DBO, ICAO-Code: YSDU) ist ein regionaler australischer Verkehrsflughafen bei der Stadt Dubbo in New South Wales. Er verfügt über zwei asphaltierte Pisten.
Im Jahr 2024 bestanden einige Inlandsverbindungen. Der Royal Flying Doctor Service verfügt auf dem Flughafen seit 1999 über eine Basis. Kleine Anbieter bieten Flugdienstleistungen an, und die Royal Australian Air Force nutzt den Flugplatz gelegentlich für Zwischenstopps. Der Flughafen ist Basis der Fluggesellschaft Air Link, die von hier aus mehrere Orte im Norden von New South Wales bediente.

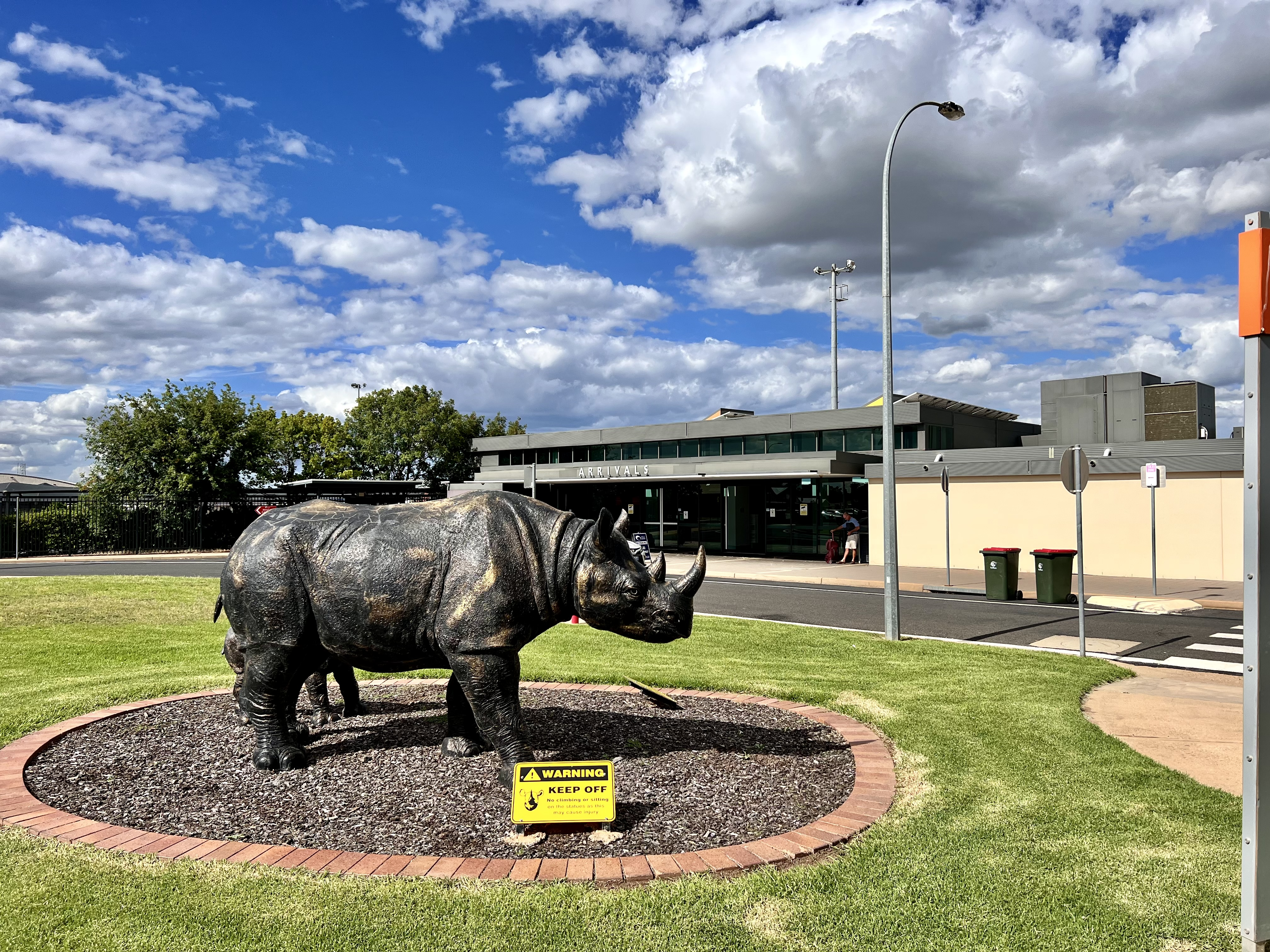
Ankunfts-Terminal

2014 nutzten 191.649 Passagiere den Flughafen. Im Jahr 2017 waren es bereits 216.489 Passagiere. Nach Höchstzahlen für die Periode 2017–18 gingen die Zahlen wieder leicht zurück, brachen in den Corona-Jahren deutlich ein und erreichten in der Periode 2022–23 immerhin wieder 179'000 Passagiere.
Der Flughafen wurde 1935 eröffnet, nachdem zuvor verschiedene Felder für Landungen genutzt wurden. Im Zweiten Weltkrieg wurde eine bessere Piste erstellt. Das Terminal stammt von 1970 und wurde in den Jahren 2005 und 2014 erweitert.
Der Flughafen wird vom Dubbo City Council betrieben.

## Zwischenfälle
- Am 7. April 1949 wurde eine Avro Lancastrian C.1 der australischen Qantas Airways (Luftfahrzeugkennzeichen VH-EAS) während des Flugtrainings bei einem Landeunfall auf dem Flughafen Dubbo zerstört. Zum Zeitpunkt des Unfalls führte ein Pilot eine Landung ohne Landeklappen durch. Da das Flugzeug nicht auf der Landebahn zum Stehen kam, versuchte er, einen Ringelpiez in der südöstlichen Ecke des Flugplatzes durchzuführen. Das linke Rad gab nach, wodurch die linke Tragfläche den Boden berührte. Die Tragfläche brach, wodurch sich ausgelaufener Treibstoff entzündete. Das Feuer zerstörte das Flugzeug. Alle acht Besatzungsmitglieder überlebten den Unfall.[9]